# Bjuvs kommun
Bjuvs kommun  er en kommune i det svenske län Skåne län i landskabet Skåne.
Bjuvs kommune har et areal på 116 km2
og et befolkningstal på 15.985 (2024) indbyggere. Hovedbyen i kommunen er Bjuv.

## Byområder
Der er 3 byområder i Bjuvs kommun:
| # | Byområde    | Indbyggere   |
| - | ----------- | ------------ |
| 1 | Bjuv        | 11.209(2023) |
| 2 | Ekeby       | 3.344(2023)  |
| 3 | Gunnarstorp | 386(2023)    |